# Levomepromazină
Levomepromazina este un antipsihotic tipic derivat de fenotiazină, fiind utilizat în tratamentul schizofreniei și psihozelor. Calea de administrare disponibilă este cea orală.
Prezintă și proprietăți analgezice, hipnotice și antiemetice.